# Saint-Martin-de-Mailloc
Saint-Martin-de-Mailloc – miejscowość i gmina we Francji, w regionie Normandia, w departamencie Calvados.
Według danych na rok 1990 gminę zamieszkiwało 711 osób, a gęstość zaludnienia wynosiła 99 osób/km² (wśród 1815 gmin Dolnej Normandii Saint-Martin-de-Mailloc plasuje się na 319. miejscu pod względem liczby ludności, natomiast pod względem powierzchni na miejscu 703.).